# Torneo de Moscú 2014
El Kremlin Cup 2014 es un torneo de tenis jugado en canchas duras bajo techo. Es la 25ª edición de la Copa Kremlin, y es parte del ATP World Tour 250 series del ATP World Tour 2014, y es parte del en femenino forma parte de Premier del WTA Tour 2014. Se lleva a cabo en el Estadio Olímpico de Moscú, Rusia, del 13 de octubre al 19 de octubre de 2014.

## Cabezas de serie

### Individual masculino
| Tenista               | Ranking | N.º |
| Milos Raonic          | 8       | 1   |
| Marin Čilić           | 9       | 2   |
| Ernests Gulbis        | 13      | 3   |
| Fabio Fognini         | 17      | 4   |
| Roberto Bautista Agut | 18      | 5   |
| Tommy Robredo         | 20      | 6   |
| Mijaíl Yuzhny         | 35      | 7   |
| Andreas Seppi         | 50      | 8   |

- Los cabezas de serie, están basados en el ranking ATP del 6 de octubre de 2014.

### Individual Femenino
| Tenista                   | Ranking | Preclasificada |
| Dominika Cibulková        | 12      | 1              |
| Yekaterina Makarova       | 13      | 2              |
| Flavia Pennetta           | 15      | 3              |
| Lucie Šafářová            | 17      | 4              |
| Svetlana Kuznetsova       | 26      | 5              |
| Anastasiya Pavliuchenkova | 29      | 6              |
| Karolína Plíšková         | 30      | 7              |
| Caroline Garcia           | 34      | 8              |

### Dobles masculinos
| Tenista                          | Ranking | Preclasificada |
| Ivan Dodig Marcelo Melo          | 11      | 1              |
| Sam Groth Chris Guccione         | 77      | 2              |
| Colin Fleming Jonathan Marray    | 147     | 3              |
| Daniele Bracciali Potito Starace | 148     | 4              |

- Los cabezas de serie, están basados en el ranking ATP del 6 de octubre de 2014.

### Dobles femeninos
| Tenista                               | Ranking | Preclasificada |
| Yekaterina Makarova Yelena Vesnina    | 11      | 1              |
| Květa Peschke Katarina Srebotnik      | 19      | 1              |
| Flavia Pennetta Martina Hingis        | 31      | 3              |
| Alla Kudryavtseva Anastasia Rodionova | 40      | 4              |

## Campeones

### Individual Masculino
Marin Čilić venció a  Roberto Bautista Agut por 6-4, 6-4

### Individual femenino
Anastasiya Pavliuchenkova venció a  Irina-Camelia Begu por 6-4, 5-7, 6-1

### Dobles Masculino
František Čermák /  Jiří Veselý  vencieron a  Sam Groth /  Chris Guccione por 7-6(2), 7-5

### Dobles femenino
Martina Hingis /  Flavia Pennetta vencieron a  Caroline Garcia /  Arantxa Parra Santonja por 6-3, 7-5